# Neoscona scylloides
Neoscona scylloides là một loài nhện trong họ Araneidae.
Loài này thuộc chi Neoscona. Neoscona scylloides được Friedrich Wilhelm Bösenberg & Embrik Strand miêu tả năm 1906.

## Hình ảnh

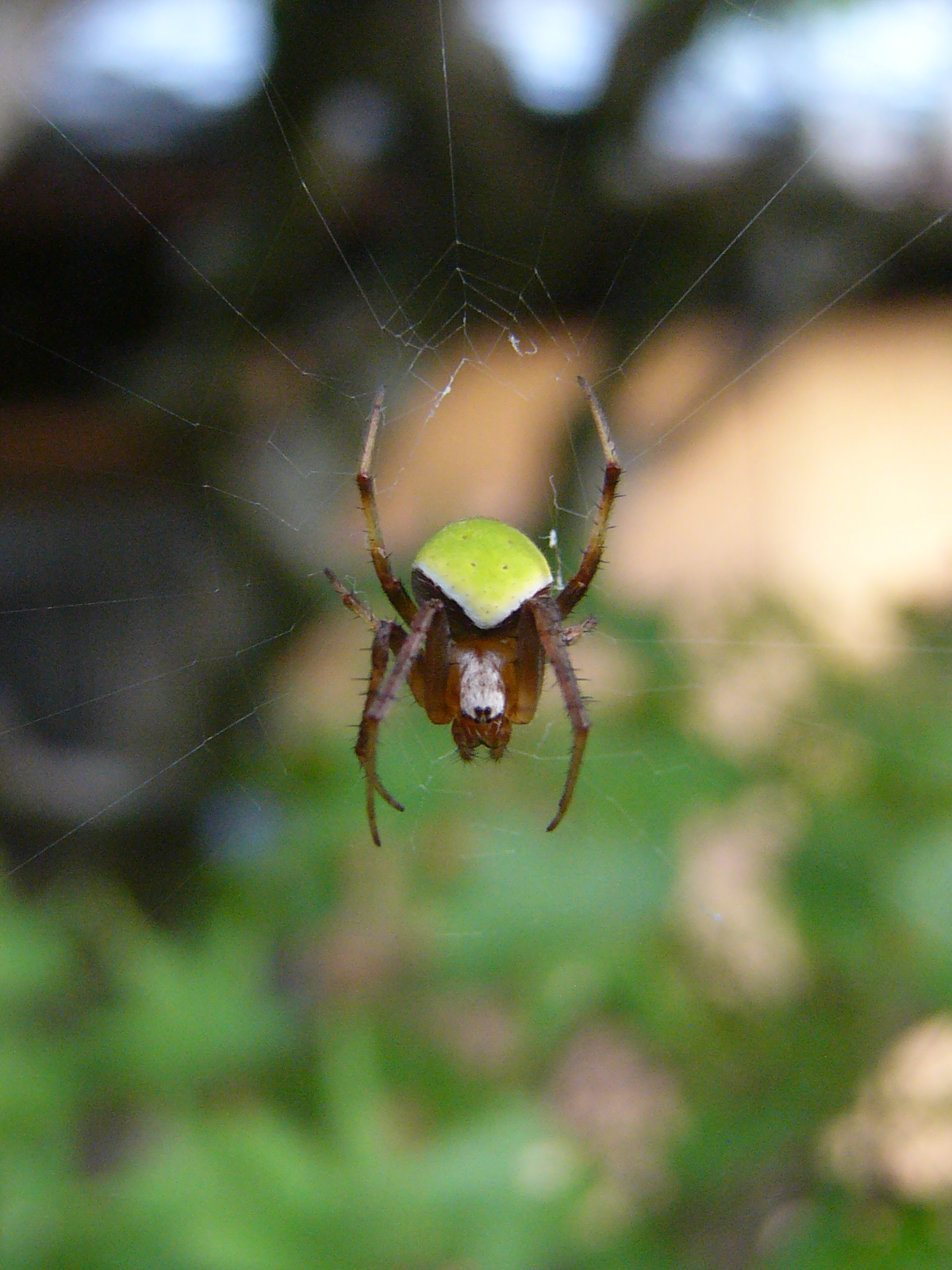
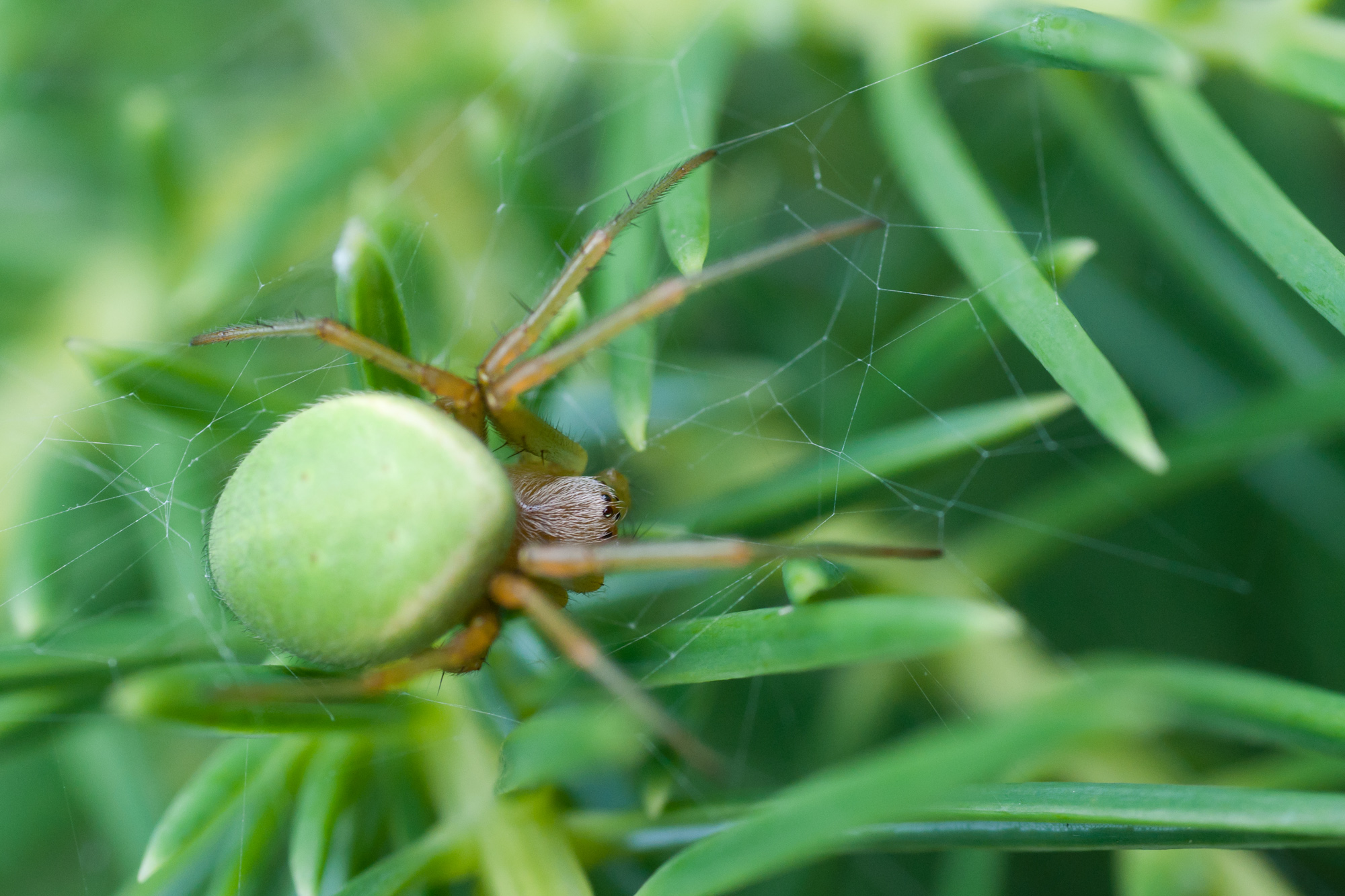